# Santiago Nonualco
Santiago Nonualco è un comune del dipartimento di La Paz, in El Salvador. Sorge sulle rive del rio Jiboa.

## Economia
Le principali attività economiche sono la coltivazione di canna da zucchero e grano, oltre alla produzione artigianale di dolci.

## Storia
Santiago Nonualco fu fondata in epoca coloniale come pueblo degli indios nonualcos e per questo conserva molte delle tradizioni indigene come la danza de los historiantes e la danza della Tigre ed il Cervo, due balli tipici della regione. Nel 1833 ci fu una rivolta indigena che fu sanguinosamente sedata dalle truppe governative. Il comune ricevette il titolo di città nel 1912.